# Marco Ponce
Marco Laszlo Ponce Roosz (Buenos Aires, Argentina), es técnico industrial, administrador de empresas ecuatoriano, con una maestría en Mercadotecnia y un masterado en Armería. Actualmente[¿cuándo?] es Concejal del Distrito Metropolitano de Quito.

## Carrera

### Carrera televisiva
Desde 1991 hasta 1999 actuó en la serie Dejémonos de Vainas de Ecuavisa,  donde caracterizaba al personaje de Juan Ramón Vargas, un periodista quiteño de clase media. Participó también en la serie de unitarios Historias Personales de Teleamazonas.

### Carrera política
En 2009 forma parte de los candidatos a concejales de Quito, por el partido Alianza PAIS y es elegido tras las elecciones de 2009 con más de 338 mil votos.[cita requerida]
En 2013 se separa de Alianza PAIS, para convertirse en político independiente. En 2013 ingresa a las filas del movimiento político SUMA 23, que en alianza con el Movimiento VIVE nuevamente como candidato a Concejal de Quito, en las elecciones de 2014, ganando con 144364 votos.
Como concejal, presidió las comisiones de Presupuesto, Finanzas y Tributación y la Taurina del Distrito Metropolitano, e integra las comisiones de Desarrollo Parroquial y del Uso de Suelo.